# シヤボンガ・サングウェニ
シヤボンガ・サングウェニ（Doctor Siyabonga Sangweni、1981年9月29日 - ）は、南アフリカ共和国の元サッカー選手。元南アフリカ代表。ポジションはディフェンダー。

## 経歴
2007年5月に南アフリカ代表デビュー。デビュー戦後、試合出場は無かったが、2009年10月に2年ぶりに親善試合に出場、自国開催の2010 FIFAワールドカップのメンバーにも選出された。その後、アフリカネイションズカップ2013にも出場、グループリーグでは2得点を決めた。南アフリカ代表として通算29試合に出場、4得点をあげた。

## 代表歴

### 出場大会
- 南アフリカ代表
  - 2010 FIFAワールドカップ

### 試合数
- 国際Aマッチ 29試合 4得点（2007年-2013年）[1]

| 南アフリカ代表 | 国際Aマッチ | 国際Aマッチ |
| 年             | 出場        | 得点        |
| -------------- | ----------- | ----------- |
| 2007           | 1           | 0           |
| 2008           | 0           | 0           |
| 2009           | 1           | 0           |
| 2010           | 9           | 1           |
| 2011           | 7           | 1           |
| 2012           | 5           | 0           |
| 2013           | 6           | 2           |
| 通算           | 29          | 4           |